# کولتسویل (کارولینای شمالی)
کولتسویل (به انگلیسی: Collettsville) یک منطقهٔ مسکونی در ایالات متحده آمریکا است که در شهرستان کالدول، کارولینای شمالی واقع شده‌است.